# Il Bandito Mascherato
Il Bandito Mascherato (Buckaroo Bugs) è un film del 1944 diretto da Robert Clampett. È un cortometraggio d'animazione della serie Looney Tunes, prodotto dalla Leon Schlesinger Productions e uscito negli Stati Uniti il 26 agosto 1944, distribuito dalla Warner Bros. È il primo cartone animato con protagonista Bugs Bunny a far parte della serie Looney Tunes, e fu l'ultimo corto prodotto da Leon Schlesinger prima che cedesse il suo studio d'animazione ai fratelli Warner lasciando il posto a Edward Selzer.

## Trama

Red Hot Ryder e il Bandito Mascherato

Ai tempi del vecchio West, in una cittadina della San Fernando Alley (parodia della San Fernando Valley), le carote vengono rubate dal Bandito Mascherato, ovvero Bugs Bunny. Da Brooklyn arriva il giustiziere Red Hot Ryder (parodia di Red Ryder) per assicurarlo alla giustizia. Red Hot Ryder, tuttavia, è talmente stupido da non riconoscere il Bandito Mascherato quando è senza maschera. Bugs ne approfitta per ingannare l'ingenuo giustiziere svariate volte, finché non lo induce a saltare nel Grand Canyon col suo cavallo. Solo dopo essersi schiantato al suolo, Red Hot Ryder realizza finalmente che Bugs e il Bandito Mascherato sono la stessa persona.

## Distribuzione

### Edizione italiana
Il corto fu doppiato in italiano a Milano dalla Panarecord per la VHS Bunny il coniglio. Il doppiaggio definitivo però venne effettuato alla fine degli anni novanta dalla Time Out Cin.ca per la trasmissione televisiva. Non essendo stata registrata una colonna sonora senza dialoghi, nelle scene parlate la musica fu sostituita.

### Edizioni home video
Il cortometraggio è incluso nel DVD Looney Tunes Super Stars: Bugs Bunny Wascally Wabbit, in Italia distribuito come Bugs Bunny nella collana I tuoi amici a cartoni animati!.